# Tonita Castro
Tonita Castro (* um 1953 in Guadalajara; † 8. Mai 2016) war eine US-amerikanische Nachrichtensprecherin und Schauspielerin mexikanischer Herkunft.

## Leben
Tonita Castro zog Ende der 1970er Jahre nach dem Tod ihres Vaters von Mexiko in die USA und nahm dort verschiedene Jobs an, um ihre Familie zu unterstützen. Sie erhielt eine Stelle als Nachrichtensprecherin bei Radio Express in Los Angeles und übernahm die Ko-Moderation bei einer spanischsprachigen Sendung, die sie zwanzig Jahre lang innehatte.
Erst 2005 begann sie ihre Schauspielkarriere und war unter anderem in Gastauftritten bei Little Britain, Dexter, Glee und Two and a Half Men zu sehen. Darüber hinaus hatte sie wiederkehrende Rollen in den Serien Dads und neben Matthew Perry in Go On.
Sie starb am 8. Mai 2016 an den Folgen ihrer Krebserkrankung. Sie war verheiratet.

## Filmografie
- 2005: English as a Second Language
- 2005: The Shield – Gesetz der Gewalt (Fernsehserie)
- 2006: Neue Liebe, neues Glück
- 2006: Freunde mit Geld
- 2006: Fierce Friend
- 2007: Life (Fernsehserie, eine Folge)
- 2007–2008: Das Sarah Silverman Programm (Fernsehserie, drei Folgen)
- 2008: Little Britain (TV-Serie, drei Folgen)
- 2009: The League (Fernsehserie, eine Folge)
- 2009: Wie das Leben so spielt
- 2009: Imagine that – Die Kraft der Fantasie
- 2010: Two and a Half Men (Fernsehserie, eine Folge)
- 2010: Dexter (Fernsehserie, eine Folge)
- 2010: Glee (Fernsehserie, eine Folge)
- 2010: Our Family Wedding
- 2010: State of the Union (Fernsehserie, eine Folge)
- 2010: Sympathy for Delicious
- 2011: Dorfman
- 2011: Awkward – Mein sogenanntes Leben (Fernsehserie, eine Folge)
- 2011: Traffic Light (Fernsehserie, eine Folge)
- 2011: Southland (Fernsehserie, eine Folge)
- 2011: Raising Hope (Fernsehserie, eine Folge)
- 2011: Sound of My Voice
- 2011: The Future
- 2011: Fred & Vinnie
- 2012: Auf der Suche nach einem Freund fürs Ende der Welt
- 2012: Bad Ass
- 2012: Mosquita y Mari
- 2012–2013: Go On (Fernsehserie, 22 Folgen)
- 2013: The Shifting
- 2013–2014: Kroll Show (Fernsehserie, vier Folgen)
- 2013–2014: Dads (Fernsehserie, 19 Folgen)
- 2014: Manolo und das Buch des Lebens (Stimme)
- 2014: Jennifer Falls (Fernsehserie, eine Folge)
- 2015: Life in Pieces (Fernsehserie, zwei Folgen)
- 2015: Bella and the Bulldogs (Fernsehserie, zwei Folgen)
- 2015: The Grinder – Immer im Recht (The Grinder, Fernsehserie, eine Folge)
- 2016: In God’s Time